# Livade uz Bednju III
Livade uz Bednju III este o arie protejată (sit de importanță comunitară — SCI) din Croația întinsă pe o suprafață de 307,69 ha, integral pe uscat.

## Localizare
Centrul sitului Livade uz Bednju III este situat la coordonatele 46°10′34″N 16°21′07″E / 46.176°N 16.352°E.

## Înființare
Situl Livade uz Bednju III a fost declarat sit de importanță comunitară în iulie 2013 pentru a proteja 1 specie de animale.

## Biodiversitate
Situată în ecoregiunea continentală, aria protejată conține 2 habitate naturale: Liziere de ierburi înalte hidrofile de câmpie și de nivel montan până la alpin, Fânețe de joasă altitudine (Alopecurus pratensis, Sanguisorba officinalis).
La baza desemnării sitului se află o specie protejată de  nevertebrate: fluturele purpuriu (Lycaena dispar).